# Kościół św. Aleksandra w Warszawie
Kościół św. Aleksandra – kościół rzymskokatolicki znajdujący się na placu Trzech Krzyży w Warszawie.

## Historia
Kościół został zbudowany w latach 1818–1826 w stylu klasycystycznym według projektu Piotra Aignera. Wezwanie upamiętnia cara Aleksandra I, który wskrzesił Królestwo Polskie i nadał mu konstytucję. Car przyjechał do Warszawy po raz pierwszy 12 listopada 1815. Miasto chciało powitać go tymczasową bramą triumfalną postawioną na placu pod trzema krzyżami, a potem na jej miejscu zbudować pomnik. Jednak car w liście skierowanym do prezesa senatu nakazał zebrane na ten cel fundusze przeznaczyć na budowę kościoła. 
Jego pierwotny wystrój tak opisuje współczesny budowie J. Bartoszewicz (pisownia oryginalna, z niewielkimi skrótami):

Aingner podał plany; wzór wziął z panteonu rzymskiego, a więc zbudował rotundę. Dwa w tym kościele sklepienia, jedno na podziemny, drugie na górny kościół: to ostatnie wspiera się na ośmiu mniejszych sklepieniach, ponad niszami. Na wierzch budowniczy zarzucił kopułę, która sztuką i pięknem wyrobieniem zajmuje. Wnętrze kościoła mieści ośm framug; w 4-rech większych zdobnych w korynckie kolumny, są ołtarze i kruchta; w mniejszych zaś, ambona, chrzcielnica i ławki. Kapitele i gzymsy zdobne są i bogate w snycerskie przybory. Ołtarze trzy i posadzka z krajowego marmuru; cymboryjum, krucyfiks i świeczniki, oraz pokrywa do chrzcielnicy ze złoconego bronzu, prześliczne, roboty Norblina. Opisywano kiedyś po pismach publicznych rzadką piękność i wysokość tego cymboryjum, jako też w ogóle bronzów i świeczników przeznaczonych do tego kościoła; co do cymboryjum głoszono, że to bez wątpienia pierwsze było dzieło z takim gustem wykonane w stolicy polskiej. W ołtarzu wielkim mieści się obraz Zbawiciela na krzyżu; w pobocznych zaś są obrazy Niepokalanego Poczęcia, męczeństwo ś. Piotra, wskrzeszenia Łazarza i Najświętszej Panny częstochowskiej. We wklęsłości też ołtarza wielkiego złożono posąg wielkości naturalnej Zbawiciela zdjętego z krzyża, z białego marmuru wykuty…, dzieło, które niegdyś jeden z książąt Lubomirskich, dziedzic Ujazdowa, sprowadził z Rzymu… Cała świątynia pokryta blachą miedzianą; nie wielka, ale widna i piękna, może objąć 900 ludzi, nie więcej.

Kamień węgielny pod budowę został położony 15 czerwca 1818. W zastępstwie chorego namiestnika Królestwa Polskiego gen. Józefa Zajączka kamień wmurował minister przychodu i skarbu Jan Węgliński. Budowa trwała osiem lat i 18 czerwca 1826 świątynię poświęcił arcybiskup warszawski, prymas Królestwa Polskiego Wojciech Józef Skarszewski. Tutejsza parafia była piątą w Warszawie, a pierwszym proboszczem został ksiądz Jakub Falkowski (grzeszny Kuba – jak sam się nazywał). Był proboszczem do początku 1837, sam zrzekł się funkcji i przeszedł na emeryturę.
W latach 1841–1844 na rogu ulicy Książęcej i placu Trzech Krzyży (obecny numer 23) powstał dom parafialny według projektu Józefa Lessla, budowniczym był Antonio Corazzi. W tym domu, w nocy z 16 na 17 stycznia 1863, w mieszkaniu wikariusza księdza Karola Mikoszewskiego, zebrał się Komitet Centralny Narodowy, który ustalił termin wybuchu powstania styczniowego oraz założenia do manifestu do narodu Komitet Centralny jako Tymczasowy Rząd Narodowy. W 1865 dom ten został skonfiskowany i sprzedany. Nową plebanię zbudowano dopiero w 1900–1902 według projektu Tomasza Bielskiego przy ulicy Książęcej (obecny numer 21).
W 1851 roku świątynię wyposażono w organy zbudowane przez wrocławskiego organmistrza Roberta Moritza Müllera, jednak w 1889 roku postanowiono wymienić je na nowocześniejsze; stary instrument przekazano parafii św. Marii Magdaleny w Tuchowiczu, co uchroniło go od zniszczenia.
W latach 1886–1895 przebudowany w stylu neorenesansowym przez Józefa Piusa Dziekońskiego.
Kościół został uszkodzony podczas obrony Warszawy we wrześniu 1939. 5 czerwca 1943 Niemcy aresztowali w świątyni członków organizacji „Osa”-„Kosa 30”, którzy brali udział w odbywającej się tam ceremonii ślubu kolegi.
Świątynia została zniszczona w wyniku bombardowania przez Niemców w 1944 (9 lub 11 września) i odbudowana w latach 1949–1952 w stylu klasycystycznym – przywrócono jej wygląd sprzed przebudowy w XIX wieku. Po 1945 rozważano zachowanie ocalałej lewej wieży świątyni jako symbolu wojennych zniszczeń, ale ostatecznie w 1951 została ona rozebrana.
W 1965 roku świątynia została wpisana do rejestru zabytków.

## Galeria
|  |  |  |  |  |